# Miguel Ángel Reyes Varela
 Miguel Ángel Reyes Varela Martínez  (21 de junio de 1987) es un tenista profesional mexicano, nacido en la ciudad de Guadalajara.

## Carrera
Su mejor ranking individual es el N.º 400 alcanzado el 17 de junio de 2013, mientras que en dobles logró la posición 49 el 20 de agosto de 2018.
Ha logrado hasta el momento 1 título ATP 250 Los Cabos y 29 títulos de la categoría ATP Challenger Tour en la modalidad de dobles, además de varios títulos Futures tanto en individuales como en dobles.

### 2014
En el mes de marzo en el torneo challenger Jalisco Open 2014 los mexicanos César Ramírez y Miguel Ángel Reyes-Varela se proclamaron campeones de dobles tras vencer al australiano Matthew Ebden y al alemán Andre Begemann, por parciales de 6-4 y 6-2, en poco más de una hora de partido. Antes, la pareja mexicana había llegado hasta las semifinales en el Abierto Mexicano de Tenis.

### Copa Davis
Desde el año 2010 es participante del Equipo de Copa Davis de México. Tiene en esta competición un récord total de partidos ganados/perdidos de 5/3 (2/1 en individuales y 3/2 en dobles).

## Títulos ATP (2; 0+2)

### Dobles (2)
| Leyenda                         |
| Grand Slam (0)                  |
| ATP Wourld Tour Finals (0)      |
| ATP Masters 1000 World Tour (0) |
| ATP World Tour 500 series (0)   |
| ATP World Tour 250 series (2)   |

| N.º | Fecha               | Torneo    | Superficie    | Pareja          | Oponente en la final            | Resultado |
| --- | ------------------- | --------- | ------------- | --------------- | ------------------------------- | --------- |
| 1.  | 4 de agosto de 2018 | Los Cabos | Dura          | Marcelo Arévalo | Taylor Fritz Thanasi Kokkinakis | 6-4, 6-4  |
| 2.  | 26 de julio de 2024 | Umag      | Tierra batida | Guido Andreozzi | Manuel Guinard Grégoire Jacq    | 6-4, 6-2  |

#### Finalista (3)
| N.º | Fecha                | Torneo  | Superficie | Pareja             | Oponente en la final                | Resultado             |
| --- | -------------------- | ------- | ---------- | ------------------ | ----------------------------------- | --------------------- |
| 1.  | 21 de julio de 2018  | Newport | Hierba     | Marcelo Arévalo    | Jonathan Erlich Artem Sitak         | 1-6, 2-6              |
| 2.  | 21 de julio de 2019  | Newport | Hierba     | Marcelo Arévalo    | Marcel Granollers Sergiy Stakhovsky | 7-6(10), 4-6, [11-13] |
| 3.  | 2 de octubre de 2022 | Seúl    | Dura       | Nicolás Barrientos | Raven Klaasen Nathaniel Lammons     | 1-6, 5-7              |

## Títulos Challenger (31; 0+31)

#### Dobles
| N.º | Fecha      | Torneo                        | Superficie    | Pareja             | Oponentes finales                         | Resultado            |
| --- | ---------- | ----------------------------- | ------------- | ------------------ | ----------------------------------------- | -------------------- |
| 1.  | 24.03.2014 | Challenger de Guadalajara     | Dura          | Cesar Ramírez      | Andre Begemann Matthew Ebden              | 6-4, 6-2             |
| 2.  | 05.04.2015 | Challenger de Cali            | Tierra batida | Marcelo Demoliner  | Emilio Gómez Roberto Maytin               | 6-1, 6-2             |
| 3.  | 20.06.2016 | Challenger de Milán           | Tierra batida | Max Schnur         | Alessandro Motti Peng Hsien-yin           | 1-6, 7-6(4), 10-5    |
| 4.  | 10.07.2017 | Challenger de Medellín        | Tierra batida | Darian King        | Nicolas Jarry Roberto Quiroz              | 6-4, 6-4             |
| 5.  | 28.08.2017 | Challenger de Quito           | Tierra batida | Marcelo Arevalo    | Nicolas Jarry Roberto Quiroz              | 4-6, 6-4, 10-7       |
| 6.  | 04.09.2017 | Challenger de Bogota          | Tierra batida | Marcelo Arevalo    | Nikola Mektic Franko Škugor               | 6-3, 3-6, 10-6       |
| 7.  | 11.09.2017 | Challenger de Cary            | Dura          | Marcelo Arevalo    | Miķelis_Lībietis Dennis Novikov           | 6-7(6), 7-6(1), 10-6 |
| 8.  | 16.10.2017 | Challenger de Cali            | Tierra batida | Marcelo Arevalo    | Sergio Galdos Fabricio Neis               | 6-3, 6-4             |
| 9.  | 23.10.2017 | Challenger de Lima            | Tierra batida | Blaz Rola          | Gonçalo Oliveira Grzegorz Panfil          | 7-5, 6-3             |
| 10. | 30.10.2017 | Challenger de Guayaquil       | Tierra batida | Marcelo Arevalo    | Hugo Dellien Federico Zeballos            | 6-1, 6-7(7), 10-6    |
| 11. | 26.03.2018 | Challenger de San Luis Potosí | Tierra batida | Marcelo Arevalo    | Jay Clarke Kevin Krawietz                 | 6-1, 6-4             |
| 12. | 16.04.2018 | Challenger de Guadalajara     | Dura          | Marcelo Arevalo    | Brydan Klein Ruan Roelofse                | 7-6(3), 7-5          |
| 13. | 14.05.2018 | Challenger de Lisboa          | Tierra batida | Marcelo Arevalo    | Tomasz Bednarek Hunter Reese              | 6-3, 3-6, 10-1       |
| 14. | 08.10.2018 | Challenger de Santo Domingo   | Tierra batida | Leander Paes       | Ariel Behar Roberto Quiroz                | 4-6, 6-3, 10-5       |
| 15. | 15.04.2019 | Challenger de San Luis Potosí | Tierra batida | Marcelo Arevalo    | Ariel Behar Roberto Quiroz                | 1-6, 6-4, 12-10      |
| 16. | 05.08.2019 | Challenger de Aptos           | Dura          | Marcelo Arevalo    | Nathan Pasha Max Schnur                   | 5-7, 6-3, 10-8       |
| 17. | 01.20.2020 | Challenger de Bangkok 2       | Dura          | Gonzalo Escobar    | Mao-Xin Gong Ze Zhang                     | 6-3, 6-3             |
| 18. | 19.04.2021 | Challenger de Salinas         | Dura          | Fernando Romboli   | Diego Hidalgo Skander Mansouri            | 7-5, 4-6, 10-2       |
| 19. | 23.08.2021 | Challenger de Varsovia        | Tierra batida | Hans Hach Verdugo  | Piotr Matuszewski Vladyslav Manafov       | 6-4, 6-4             |
| 20. | 11.04.2022 | Challenger de San Luis Potosí | Tierra batida | Nicolás Barrientos | Luis David Martinez Felipe Meligeni Alves | 7-6 (11), 6-2        |
| 21. | 18.04.2022 | Challenger de Aguascalientes  | Tierra batida | Nicolás Barrientos | Gonçalo Oliveira Divij Sharan             | 7-5, 6-3             |
| 22. | 09.05.2022 | Challenger de Heilbronn       | Tierra batida | Nicolás Barrientos | Bart Stevens Jelle_Sels                   | 7-5, 6-3             |
| 23. | 16.05.2022 | Challenger de Túnez           | Tierra batida | Nicolás Barrientos | Alexander Erler Lucas Miedler             | 6-7(3), 6-3, 11-9    |
| 24. | 30.05.2022 | Challenger de Forli           | Tierra batida | Nicolás Barrientos | Sadio Doumbia Fabien Reboul               | 7-5, 4-6, 10-4       |
| 25. | 03.10.2022 | Challenger de Gwangju         | Dura          | Nicolás Barrientos | Yuki Bhambri Saketh Myneni                | 2-6, 6-3, 10-6       |
| 26. | 03.03.2023 | Challenger de Puerto Vallarta | Dura          | Robert Galloway    | André Göransson Ben McLachlan             | 3-0 RET              |
| 27. | 24.04.2023 | Challenger de Ostrava         | Tierra batida | Robert Galloway    | Guido Andreozzi Guillermo Durán           | 7-5, 7-6 (6)         |
| 28. | 19.06.2023 | Challenger de Parma           | Tierra batida | Jonathan Eysseric  | Luca Margaroli Ramkumar Ramanathan        | 6-2, 6-3             |
| 29. | 30.03.2024 | Challenger de Nápoles         | Tierra batida | Guido Andreozzi    | Theo Arribage Victor Vlad Cornea          | 6-4, 1-6, [10-7]     |
| 30. | 15.06.2024 | Challenger de Perugia         | Tierra batida | Guido Andreozzi    | Sriram Balaji Andre Begemann              | 6-4, 7-5             |
| 31. | 17.08.2024 | Challenger de Santo Domingo   | Tierra batida | Diego Hidalgo      | Sriram Balaji Fernando Romboli            | 6-7(2), 6-4, [18-16] |